# Jean-Marie-Joseph-Augustin Pasquier
Jean-Marie-Joseph-Augustin Pasquier OMI (* 31. Juli 1924 in Saint-Macaire-en-Mauges; † 7. März 2004) war ein französischer Ordensgeistlicher und römisch-katholischer Bischof von Ngaoundéré.

## Leben
Jean-Marie-Joseph-Augustin Pasquier trat der Ordensgemeinschaft der Hünfelder Oblaten bei und empfing am 19. Februar 1950 die Priesterweihe.
Papst Paul VI. ernannte ihn am 29. Mai 1969 zum Weihbischof in Garoua und Titularbischof von Muzuca in Byzacena. Der Papst persönlich spendete ihm am 1. August desselben Jahres die Bischofsweihe; Mitkonsekratoren waren Erzbischof Sergio Pignedoli, Sekretär der Kongregation für die Evangelisierung der Völker, und Emmanuel Kiwanuka Nsubuga, Erzbischof von Kampala.
Am 19. November 1982 ernannte ihn Papst Johannes Paul II. zum ersten Bischof des mit gleichem Datum errichteten Bistums Ngaoundéré. Am 23. Oktober 2000 nahm Papst Johannes Paul II. seinen altersbedingten Rücktritt an.